# Lotus 56
Lotus 56 – samochód wyścigowy, zaprojektowany przez Colina Chapmana i Maurice'a Philippe'a dla Team Lotus. Ten eksperymentalny model, ścigający się w Indianapolis 500 i Formule 1, był napędzany przez turbinę gazową Pratt & Whitney.

## Konstrukcja
Lotus 56 był zaprojektowany na Indianapolis 500 1968 jako następca udanego Lotusa 38. Samochód nie został wyposażony w standardowy używany w tego typu pojazdach silnik, a w turbinę gazową Pratt & Whitney STNB6B-74. Z powodu natury takiej jednostki nie była potrzebna skrzynia biegów. Napęd był przenoszony na cztery koła przez układ Ferguson, co również było rzadkim rozwiązaniem. Turbina gazowa nie zapewniała takich osiągów, jak doładowane silniki o spalaniu wewnętrznym, ale Chapman był przekonany, że napęd na cztery koła zapewni lepszą przyczepność i przewagę nad konkurencją.

## 56 w wyścigach

### Indianapolis 500
Projekt został dofinansowany przez firmę STP i wystawione na wyścig Indianapolis 500, a mające kształt klina modele 56, zostały pomalowane na pomarańczowo.
Lotus miał zamiar zgłosić do Indianapolis 500 swoich dwóch kierowców Formuły 1 – Jima Clarka i Grahama Hilla, a także prezesa STP, Andy'ego Granatellego. Dwa pozostałe samochody mieli prowadzić kierowcy amerykańscy, z czego jednym z nich miał być Parnelli Jones. Jednakże Clark zmarł w kwietniu w wyścigu Formuły 2, a jego zastępca – Mike Spence – miesiąc później podczas jednej z sesji testowych na torze Indianapolis. Ostatecznie kierowcami zostali Graham Hill, Joe Leonard i Art Pollard. Leonard zdobył pole position. Hill miał wypadek w połowie wyścigu, a Leonard i Pollard wycofali się wskutek awarii pompy paliwa na kilka okrążeń przed metą, z czego Leonard, gdy był liderem.
Pod koniec roku turbiny gazowe oraz napędy 4WD zostały zabronione przez USAC.

### Formuła 1
Chapman uważał, że może wystawić model 56 w Formule 1. W tym celu w 1970 roku zadzwonił do Pratt & Whitney z prośbą, by firma ta dostosowała swój silnik do przepisów Formuły 1. Tak powstał Lotus 56B, który dysponował mocą około 600 KM przy 425 KM mocy tradycyjnych silników. Układ przeniesienia napędu był prostszy i samochód nie wymagał skrzyni biegów lub sprzęgła. Silnik był ponadto lżejszy i mniejszy od zwykłych silników tłokowych. Samochód nie miał otworów na chłodnice w sekcjach bocznych, a kominy za głową kierowcy, które uwalniały gorące gazy z turbiny. Silnik zużywał bardzo dużo paliwa, więc dodatkowe miejsce w sekcjach bocznych zostało zajęte przez zbiorniki paliwa, mogące pomieścić 280 litrów parafiny. Niemożność hamowania silnikiem spowodowała, że kierowca mógł hamować tylko przez zwykłe hamulce. W modelu 56B były one cięższe i większe, a kierowca do hamowania musiał używać lewej stopy, co było rzadko spotykaną techniką w tamtym czasie.
Koncept turbiny gazowej mógł dać Lotusowi zwycięstwo w Grand Prix Holandii 1971, kiedy to David Walker przedzierał się w trakcie wyścigu z końca stawki i doganiał prowadzących Jacky'ego Ickxa i Pedro Rodrígueza. Jednakże Australijczyk odpadł już na szóstym okrążeniu. Chapman był niezadowolony, że Walker nie ukończył wyścigu, ale jednocześnie przekonany, że mógł go wygrać. W związku z tym model 56B został wystawiony do Grand Prix Wielkiej Brytanii i Grand Prix Włoch, gdzie jednak spisywał się słabo.
Mimo planów zbudowania mniejszej i lżejszej wersji modelu Lotus 56B był ostatnim samochodem Formuły 1 wykorzystującym turbinę gazową.

## Wyniki
| Legenda oznaczeń w tabelach wyników Wyświetl szablon na nowej stronie | Legenda oznaczeń w tabelach wyników Wyświetl szablon na nowej stronie                                                                     |
| Oznaczenie                                                            | Wyjaśnienie |
| --------------------------------------------------------------------- | --- |
| Złoty                                                                 | Zwycięzca lub mistrzostwo |
| Srebrny                                                               | 2. miejsce lub wicemistrzostwo |
| Brązowy                                                               | 3. miejsce lub II wicemistrzostwo |
| Zielony                                                               | Ukończył, punktował (w klasyfikacji generalnej, gdy zdobył co najmniej jeden punkt na przestrzeni sezonu, poza trzema powyższymi opcjami) |
| Niebieski                                                             | Ukończył, nie punktował (w klasyfikacji generalnej, gdy nie zdobył co najmniej jednego punktu na przestrzeni sezonu)                      |
| Czerwony                                                              | Nie zakwalifikował się (NZ) |
| Czerwony                                                              | Nie prekwalifikował się (NPK) |
| Różowy                                                                | Nie ukończył (NU) |
| Różowy                                                                | Niesklasyfikowany (NS) (w klasyfikacji generalnej, gdy nie został sklasyfikowany w żadnym wyścigu sezonu)                                 |
| Czarny                                                                | Zdyskwalifikowany (DK) |
| Czarny                                                                | Wykluczony (WYK/EX) |
| Biały                                                                 | Nie wystartował (NW) |
| Biały                                                                 | Kontuzjowany (K/INJ) |
| Biały                                                                 | Wyścig odwołany (OD/C) |
| Bez koloru                                                            | Został wycofany (WYC/WD) |
| Bez koloru                                                            | Nie przybył (NP/DNA) |
| Bez koloru                                                            | Nie brał udziału w treningach (NT/DNP) |
| Bez koloru                                                            | Nie został zgłoszony (–) |
| Pogrubienie                                                           | Start z pole position |
| Kursywa                                                               | Najszybsze okrążenie wyścigu |
| †                                                                     | Nie ukończył, ale jego rezultat został zaliczony ze względu na przejechanie więcej niż 90% dystansu wyścigu.                              |
| *                                                                     | Sezon w trakcie |
| 1/2/3                                                                 | Punktowana pozycja w sprincie kwalifikacyjnym                                                                                             |
| Lista systemów punktacji Formuły 1                                    | |

### Indianapolis 500
| Rok  | Kierowcy    | Start. | Msc. | Okr. | Uwagi        |
| ---- | ----------- | ------ | ---- | ---- | ------------ |
| 1968 | Art Pollard | 11     | 13   | 188  | pompa paliwa |
| 1968 | Joe Leonard | 1      | 12   | 191  | pompa paliwa |
| 1968 | Graham Hill | 2      | 19   | 110  | wypadek      |

### Formuła 1
| Rok  | Zespół            | Silnik          | Opony | Kierowcy           | 1   | 2   | 3   | 4   | 5   | 6   | 7   | 8   | 9   | 10  | 11  | Pkt.   | Msc. |
| ---- | ----------------- | --------------- | ----- | ------------------ | --- | --- | --- | --- | --- | --- | --- | --- | --- | --- | --- | ------ | ---- |
| 1971 | Team Lotus        | Pratt & Whitney | F     |                    | ZAF | ESP | MCO | NLD | FRA | GBR | DEU | AUT | ITA | CND | USA | 0 (21) | 5    |
| 1971 | Team Lotus        | Pratt & Whitney | F     | Dave Walker        |     |     |     | NU  |     |     |     |     |     |     |     | 0 (21) | 5    |
| 1971 | Team Lotus        | Pratt & Whitney | F     | Reine Wisell       |     |     |     |     |     | NS  |     |     |     |     |     | 0 (21) | 5    |
| 1971 | World Wide Racing | Pratt & Whitney | F     | Emerson Fittipaldi |     |     |     |     |     |     |     |     | 8   |     |     | 0 (21) | 5    |